# Carport

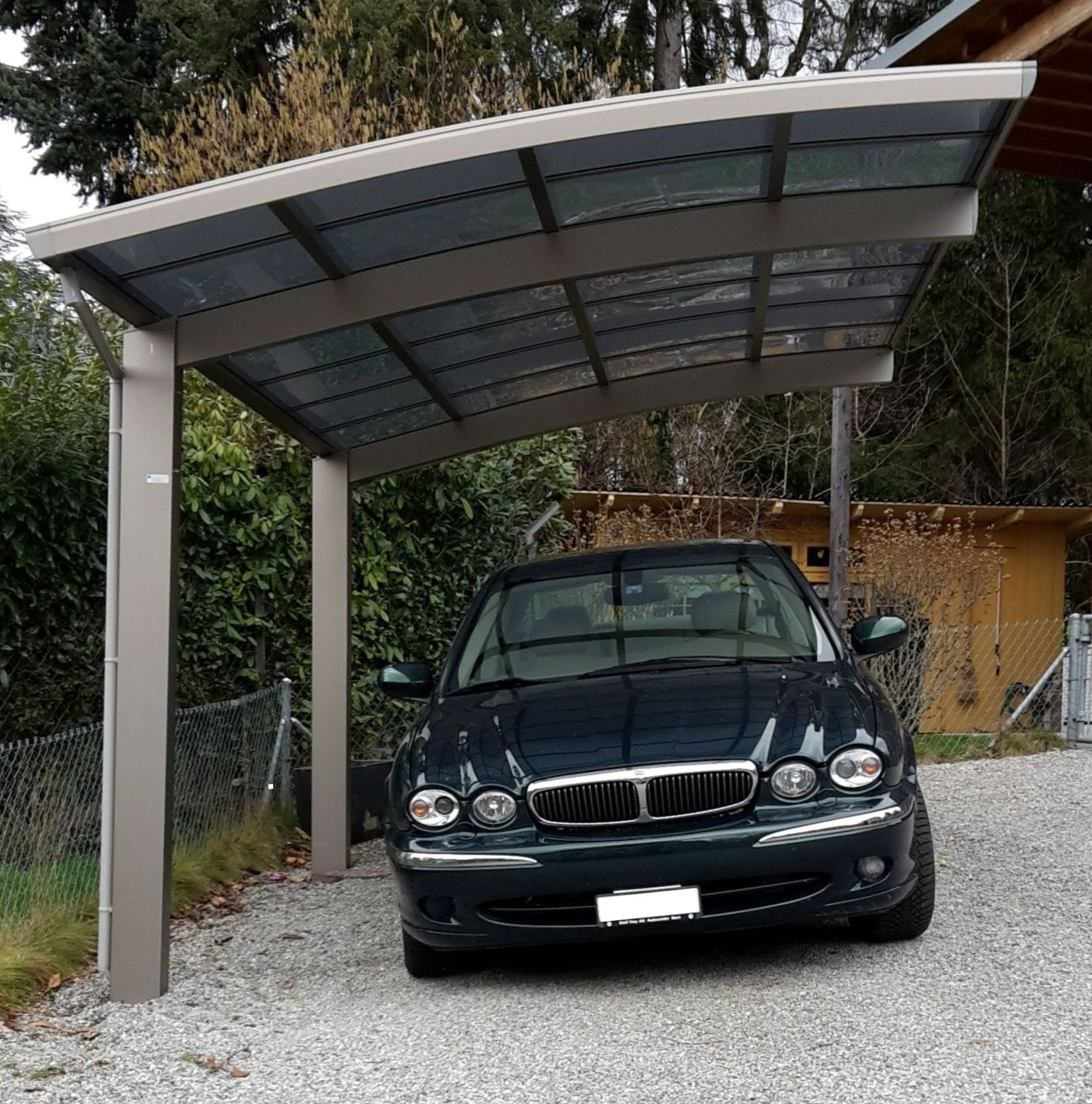
Carport für einen PKW, frei stehend auf zwei Pfosten

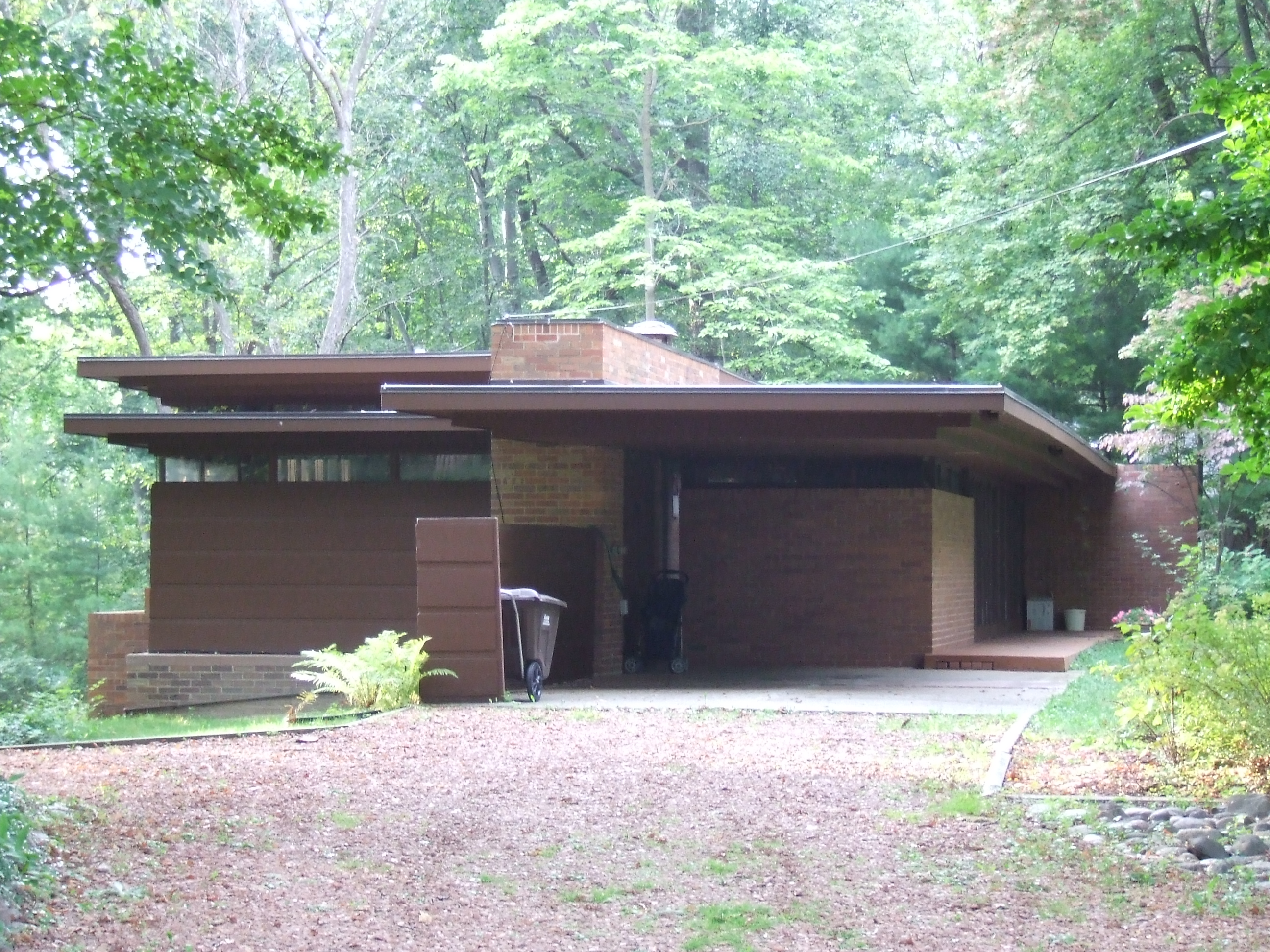
Usonia-Haus von Frank Lloyd Wright mit angebautem Carport

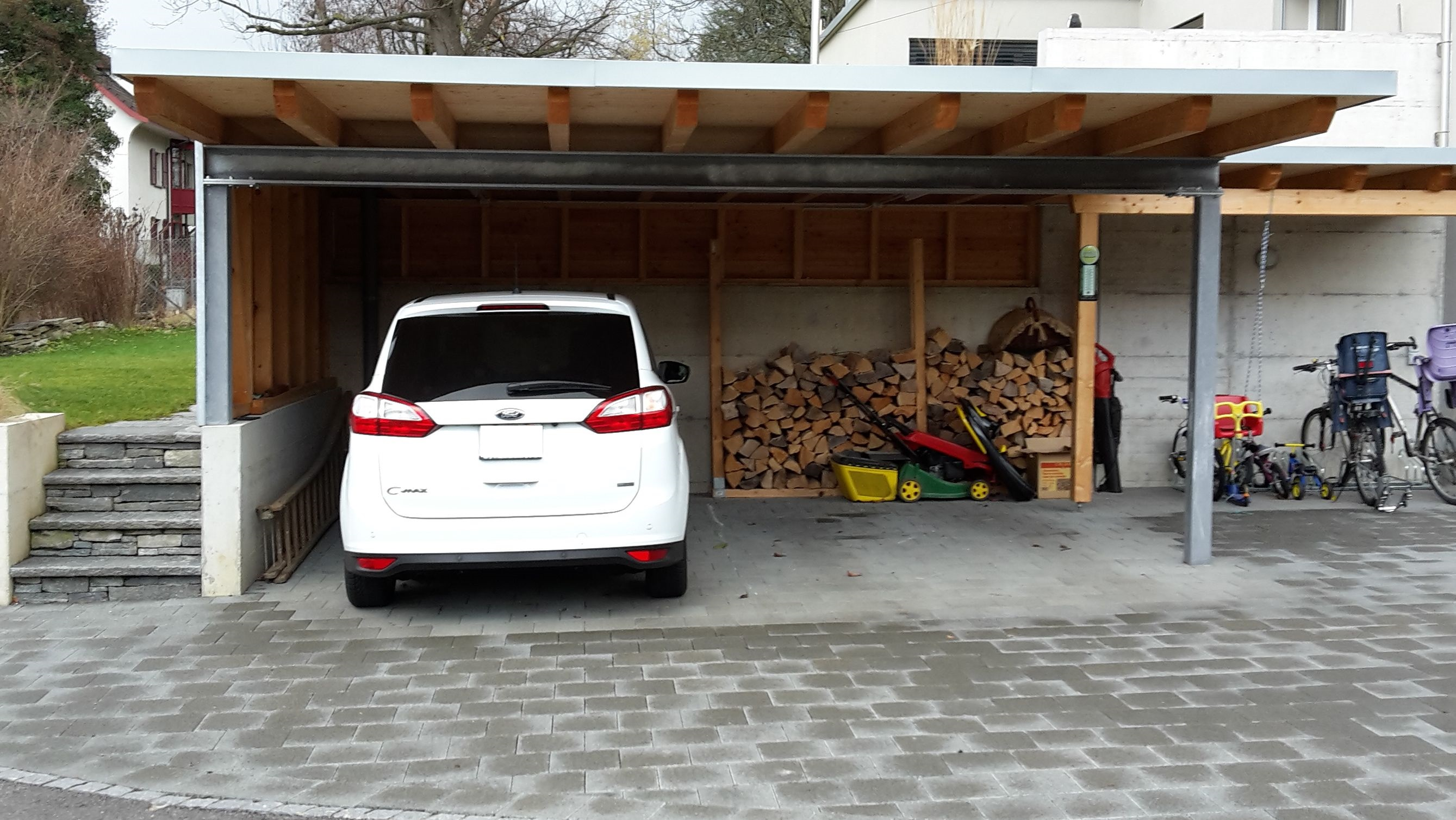
Carport für zwei PKW, teilweise an Wohnhaus angebaut

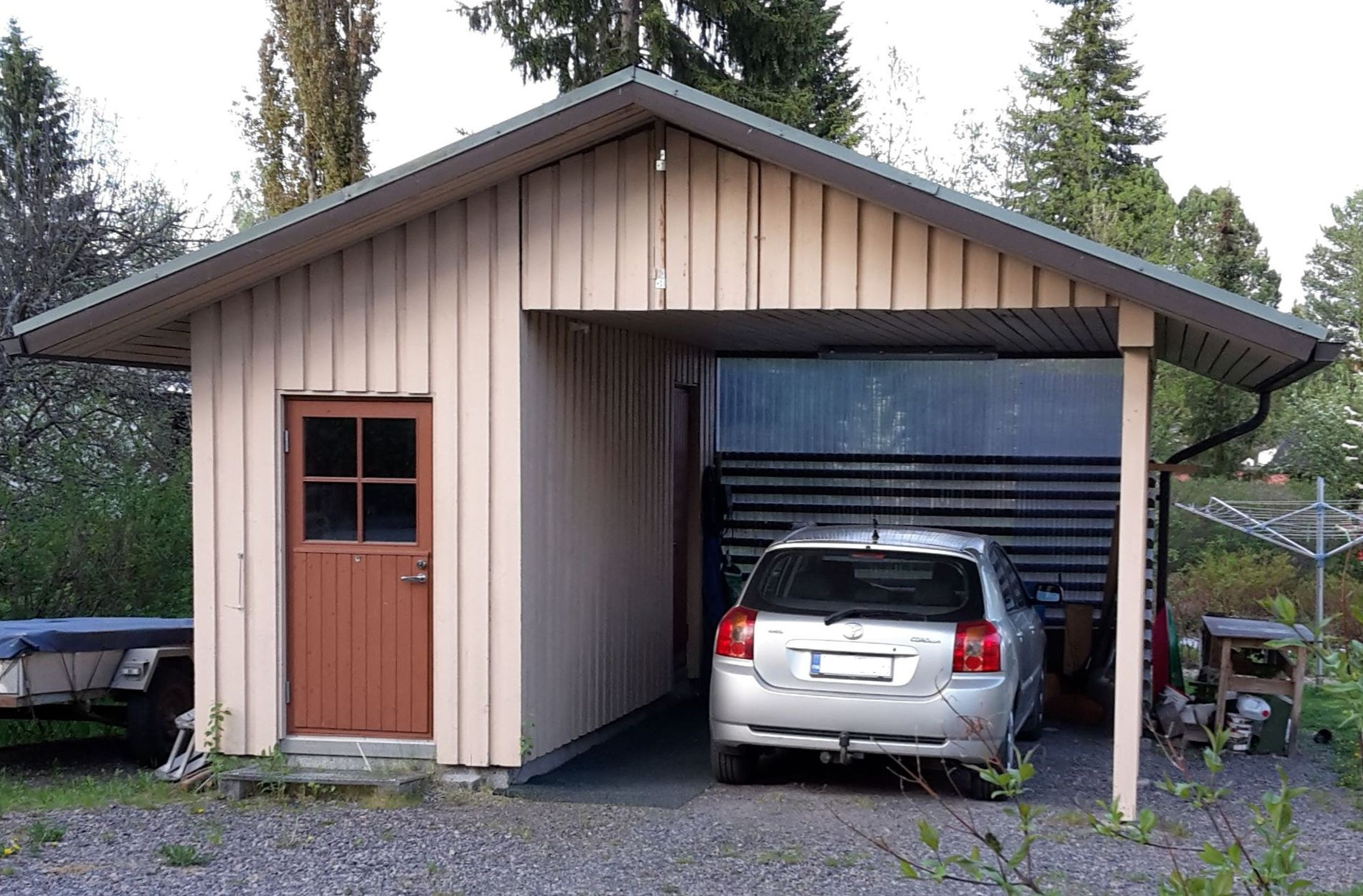
Carport und Geräteschuppen unter einem Dach

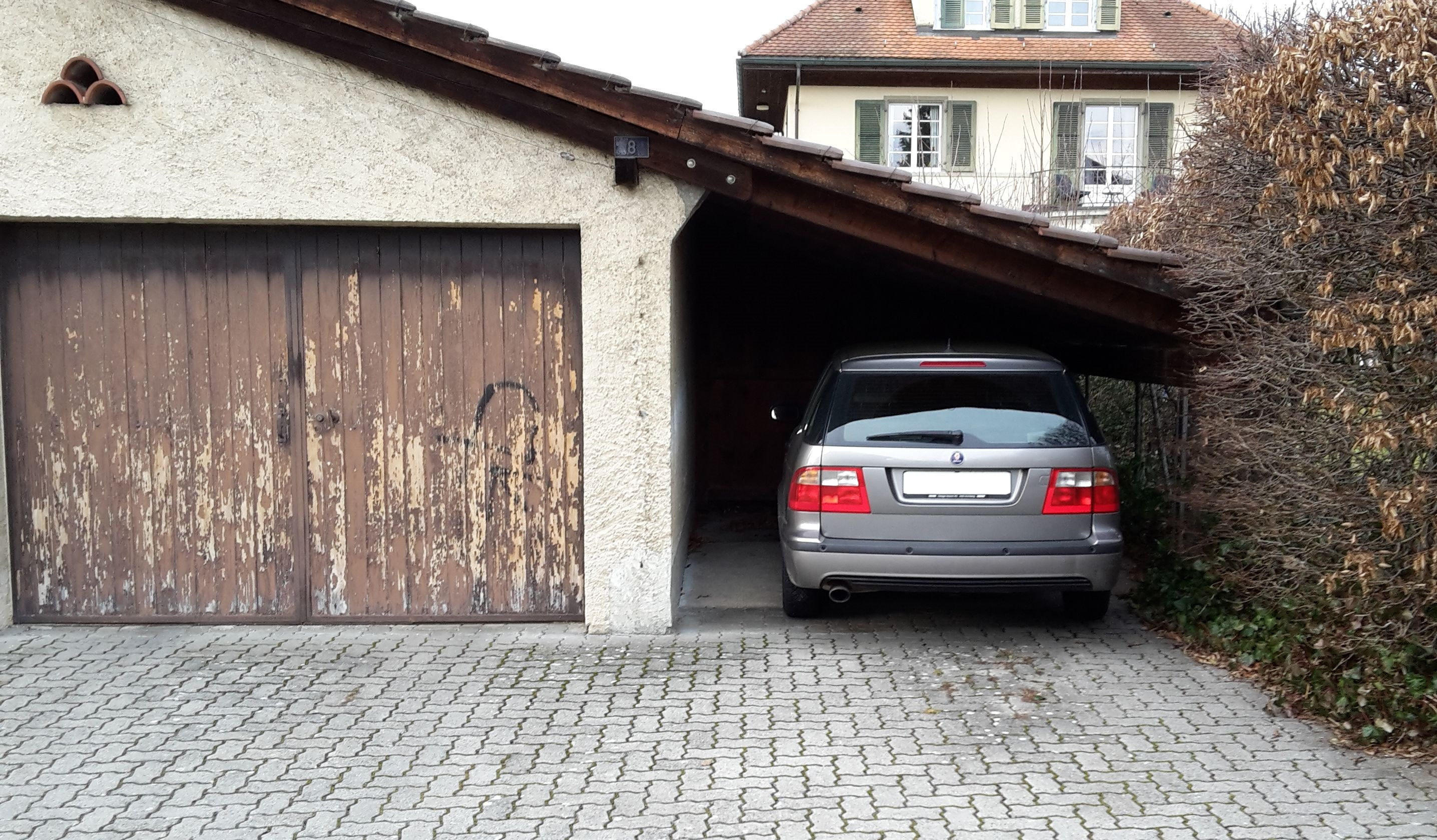
Carport für einen PKW unter nachträglich verlängertem Garagendach

Ein Carport (wörtlich „Autohafen“) ist ein an ein Wohngebäude angebauter bzw. in ein Wohngebäude integrierter oder frei stehender überdachter Stellplatz für Autos.

## Herkunft
Der Begriff Carport wurde in den 1930er-Jahren vom amerikanischen Architekten Frank Lloyd Wright geprägt, der mit diesen Unterständen seine „Prärie-Häuser“ und später seine „Usonians“ ausstattete. Laut Donald G. Kalec war Wright vermutlich der "erste Architekt", der einen offenen Kraftfahrzeugunterstand entwarf und diesen als Carport bezeichnete. Wright hatte seine eigenen Vorstellungen und lehnte Garagen ab, weil diese nach seiner Auffassung von den Bauherren nicht zum Parken von PKW, sondern als Abstellkammern verwendet wurden. Da die Carports mit ihrer offenen Bauweise eben nicht zum Lagern von Gegenständen dienen sollten, baute er Carports an seine Häuser. Ein Vorläufer ist die für Kutschen benutzte Remise.

## Aufbau
In der Regel besteht ein Carport aus Holz, Stahl oder Aluminium, es gibt jedoch auch Ausführungen aus Kunststoff. Carports haben ein Flachdach, hochwertigere Ausführungen verfügen über aufwändigere Konstruktionen wie etwa ein Satteldach, Walmdach oder ein Tonnendach. Ein Carport kann zu allen Seiten offen sein, wobei auch Elemente angeboten werden, mit denen einzelne Segmente ganz oder teilweise geschlossen werden können. Diese Elemente können aus Stahlblech, Holz, Glas, WPC-Platten (Wood-Plastic-Composite), HPL-Platten (High-Pressure-Laminate) oder Polycarbonat-Doppelstegplatten bestehen. Im Gegensatz zur Garage ist der Carport zumindest nach einer Seite hin offen. Eine häufige Variante der Dachbedeckung ist ein Wellblech, Trapezblech oder deren durchsichtige Formen Wellprofil-Lichtplatten beziehungsweise Trapezplatten. Offene Carports ohne Dach werden meist als optische Einfassung von Außenstellplätzen genutzt, um diese von umliegenden Freiflächen hervorzuheben. Zunehmend werden die freien Flächen des Daches auch für Solaranlagen und zur extensiven Dachbegrünung genutzt. Moderne Carports in einer stabilen Ausführung werden sogar mit einer begehbaren Dachterrasse mit Balkonnutzung gebaut.

## Vor- und Nachteile
Die Vorteile des Carports gegenüber einer Garage liegen einerseits in dessen architektonischer Wirkung, die dem Gesamtgebäude durch die offene Bauweise mehr Leichtigkeit und Eleganz verleiht, sowie angrenzende Gebäude und Flächen mit mehr Licht versorgt. Auch können schädliche Abgase besser und krebserregender Feinstaub problemlos entweichen. Weiter wird anhaftende Feuchtigkeit effizienter abgeführt, was eine raschere Trocknung des untergestellten Fahrzeugs ermöglicht und dessen Korrosionsgefahr deutlich verringert. Die gewonnene Dachfläche wird zunehmend als Standort für private Solarzellen verwendet, die Energie in das hauseigene System speisen. Außerdem ist  der ökologische Fußabdruck eines Carports wesentlich geringer als der einer vergleichbaren Garage.
Carports ermöglichen es, das eigene Auto zur Schau zu stellen, bieten jedoch keinerlei Schutz gegen Diebstahl oder mutwillige Beschädigung. Ebenso ist es Tieren wie z. B. Mardern möglich, das Fahrzeug zu beschädigen. Auch bleibt das untergestellte Fahrzeug für bestimmte Witterungseinflüsse angreifbar, wie z. B. umherfliegende Gegenstände bei Sturm.

## Bauliche und rechtliche Aspekte
Die Vorschriften für den Bau und den Betrieb von Carports werden in der Regel in den Garagenverordnungen der Länder abgehandelt. Dort werden sie als „offene Garagen“ bezeichnet. Nach der Muster-Garagenverordnung (M-GarVO) haben sie unmittelbar ins Freie führende unverschließbare Öffnungen, die insgesamt mindestens 1/3 der Gesamtfläche der Umfassungswände sind.
Im Allgemeinen werden Carports leichter genehmigt als Garagen, Brandschutzauflagen entfallen in der Regel. Auch werden im Gegensatz zu einer Garage nur Punkt- und keine Linien- oder Flächenfundamente benötigt. In Deutschland ist nach den seit 2014 geltenden Bestimmungen eine Hersteller-Qualifizierung nach DIN EN 1090 nachzuweisen.
Die Nutzung eines Carports als Balkon oder Dachterrasse ist nur erlaubt, wenn dies auch beim Bau mit genehmigt wurde. Denn die ursprünglichen Genehmigungen auf Basis des Autounterstandes schließen die Nutzungen als Dachterrasse aus.